# Kireka (vattendrag)
Kireka är ett vattendrag i Burundi.   Det ligger i provinsen Ruyigi, i den östra delen av landet, 130 kilometer öster om huvudstaden Bujumbura.
I omgivningarna runt Kireka växer huvudsakligen savannskog. Runt Kireka är det ganska glesbefolkat, med 32 invånare per kvadratkilometer.